# 戦勇。
『戦勇。』（せんゆう）は、春原ロビンソンによる日本のギャグファンタジー漫画作品。ニコニコ静画内のニコニコ漫画で2010年8月27日から毎月第1を除く毎週金曜日に更新中。現在『戦勇F5（リロード）』が連載中。同サイト上で人気を博し、ジャンプスクエアでも連載され、テレビアニメも放送。

## 概要
剣と魔法の世界に、オーバーテクノロジーなどを足した中世ヨーロッパ風の国を舞台にしたヒロイック・ファンタジー風ギャグ漫画。主人公のヘタレ勇者アルバが、お供の戦士ロスと3代目魔王を名乗る少女ルキと共に、1000年前に勇者クレアシオンによって封印されたはずの魔王ルキメデスを退治し、世界を平和にするため旅をする物語。主人公のアルバが、ロスのサディズムに満ちたボケや周囲の人に振り回されながらツッコミを繰り出すギャグパートと、魔王やその配下の魔族たちと戦うシリアスな面を織り交ぜながら展開する。
連載当初は無料配信であったが、ニワンゴの方針により2013年1月7日から全ての作品の冒頭と連載中作品の最新話以外は有料配信に変更された。
商業誌版は『ジャンプスクエア』にて2012年6月号から2013年5月号まで連載された。内容はニコニコ漫画とは異なる物語で、原作とは異なる役柄の登場人物もいる。
また、作者自身が原作を紙媒体用に全コマ書き直したものが、『水曜日のシリウス』にて毎週水曜日に連載中である。2013年10月9日に、第一章第一巻が発売された。
ニコニコ漫画版の第一章を元にしたテレビアニメが2013年1月から4月の第1期、2013年7月から9月までの第2期に分けて放送された。
また、2013年7月10日に「TVアニメ 戦勇。の全てを詰め込んでみた。(DVD付) [CD+DVD] 」が発売された。

## あらすじ
第一章
平和だった世界に突如穴が開き、そこから魔物が現れた。国王はその討伐に1000年前に魔王ルキメデスを封印した勇者クレアシオンの子孫と思われる者を呼び寄せる。しかし誰が子孫かわからないため多数の者を集め、勇者の称号を与えて旅立たせた。
そのうちの1人アルバはお供の王宮戦士ロスと旅を始めるが、その途中で3代目魔王を名乗る少女ルキと出会う。彼女は自分がポップコーンを作ろうとして間違って魔物を呼び出してしまったため、その責任を取って魔物を魔界に返すための旅をしていた。事情を知ったアルバたちはルキと一緒に行動するが、魔物が現れた本当の理由が初代魔王ルキメデスを復活させようとする四大魔の1人ディツェンバー・ツヴォルフを中心とした魔族の企みであることを知る。
ディツェンバーたちの襲撃の最中ルキメデスがよみがえるが、実は勇者クレアシオンであるロスが再び自分ごとルキメデスを次元の狭間に連れ込むことによって危機が去る。アルバはロスを救うため、魔王を復活させることを決意する。
第二章
ルキメデス復活の危機が去って1年後、成長したアルバはディツェンバーたちとの戦いの中、魔界に飛ばされる。そこで出会った老人の力で1000年前の真実を垣間見る。ルキメデスはクレアシオンことシオンの実の父であり、魔力を作り出す装置「魔力ツクール君」を作り出し世界征服を行おうとしたこと、シオンの親友だった少年クレアの体をのっとっているため、その体を攻撃できないことなどを知る。
一方、次元の狭間では四大魔の1人エルフ・ノベンバーの介入でルキメデスの封印に失敗し、ロスとルキメデスは力を失い魔界に現れる。魔力を失ったロスは偶然アルバと再会するが、ルキメデスは予備の魔力ツクール君で力を取り戻し世界征服を開始する。
魂を取り出せる能力者と会うことができたアルバたちはルキメデスに決戦を挑み、激しい戦いを経て魔王の魂を取り出し、無事クレアを救出することに成功した。ロスとクレアは旅立って行き、アルバは世界を救った新たな勇者として帰還した。
第三章
魔王が倒された後、名声を得て調子に乗った国王は、新たな勇者を育成する学校を作った。その学校の生徒レイクとリンは、突然行方不明になった親友ソルを探すため学校を飛び出し、その先で旅の途中のロスとクレアに遭遇する。
一方ソルは、新たな魔王を生み出そうとするエルフとディツェンバーによって拉致され利用されていた。エルフたちの計画を聞いたソルは、エルフが落とした魔力ツクール君を拾い、魔力が暴走した隙を突き逃げ出す。
レイクたちとソル、そしてソルを追いかけてきたディツェンバーが遭遇し、レイクと彼の母であるシシリーが千年前からタイムスリップしてきたロスの家族であることが判明する。エルフの策によりルキメデスの魂を入れられたレイクは人格が変貌してしまい、新魔王として世界に宣戦布告を行う。
レイクを止めるため立ち向かったソルは、レイクの魂の中でルキメデスの魂と遭遇する。正気に戻ったルキメデスの願いによりその魂をレイクの中から取りだし、レイクを元に戻すことに成功した。
その裏ではアルバとロスがエルフと戦い、エルフは自らアルバに魔力を託し死亡する。実はエルフは魔力で長い間生き続けたただの人間であり、今後やってくる「最悪」に備えて魔法を人々の暮らしに身近なものにしようとしていた。
第四章
2000年前に大災害ルキメデスによって生み出された魔法を、1000年前に王室研究員アルバ・フリューリングが制御に成功した。アルバはその人生を魔法研究にささげ、魔法を人々の役に立つものにし、英雄として初代大魔導師の称号を得た。
そして現代、42代目大魔導師のエルフとその右腕のアルフは、巨大隕石により世界が危機に陥っていることを知る。世界中から魔力を集めても足りず回避することが不可能な状態に行き詰ったエルフは、時を遡って歴史に介入し、世界の魔力量の底上げをすることを思いつく。
エルフとアルフは2000年前にタイムスリップし、エルフは思いがけず必要以上に歴史に介入してしまう。開き直って更に介入しようとするエルフを止めようとしたアルフもルキメデス一家に接触してしまい、アルフはシシリーに惚れてルキメデス一家に入れ込んでしまう。2人は2ヵ月後に死亡する運命のシシリーとレイクを救った上でルキメデスに魔法研究させるため、シシリーとレイクをタイムスリップさせる計画を立てる。
ジャンプスクエア版
魔王退治のためにアルバとロスとルキが旅をすることは変わらないが、パラレルストーリーとなっている。

## 登場人物
アルバ
声 - 下野紘
誕生日：3月6日 / HP：35 / MP：0 / 攻撃力：25 / 守備力：20 / 速さ：50 / 運：80 / 魔力：0
本作の主人公でツッコミ役。王が集めた勇者の1人で、ナンバーは45。お付きの戦士はロス。
勇者ではあるが序盤は弱い魔物を斬るだけで息が上がってしまうほどで、公式のイントロプロダクションでも、「ヘタレ勇者」と称されている。「囚人公」と読者に名をつけられるほど、よく牢屋に入れられている。
ストーリーが進むごとに徐々に強くなっていき、第二章の序盤では「レッドフォックス」と呼称されており、相当有名になっている。第二章の終盤で魔力を得てからは、作中でも特に高い魔力の保有者となっている。フルネームは「アルバ・フリューリング」。アスキーアートのような姿の母親（声 - 島本須美）と、流れの医者をしている父親（クラン・フリューリング）がいる。「戦勇。メインクエスト第一章」第一巻では、『港町から数キロ離れた山奥に住んでいるが、都会者と思われたく港町出身だと言っている。』との記述がある。
ロス
声 - 中村悠一
誕生日：5月4日 / HP：120 / MP：50 / 攻撃力：200 / 守備力：100 / 速さ：30 / 運：30 / 魔力：20
アルバ付きの王宮戦士。アルバよりも大きい大剣と、使用用途不明なエンジンを装備している。この装備は、旅立ちの資金として王から受け取った資金をすべてつぎ込んで買ったものである（ジャンプコミックスではバットを装備している。必殺技は、「クーゲルストライク」。）。
アルバに対して言動、態度、行動全てが強く、公式のイントロプロダクションでは、「ドS戦士」と称されている。アルバに対する態度の例は、アルバがニセパンダに襲われている時に、全く助けなかったこと（後のおまけ漫画では、「なんでも俺が倒しちゃったら意味がないんですよ」と発言している。）や、アルバが戦闘している時に、アイマスクを着用して寝ているなどが挙げられる。行動の例としては、序盤に登場する漆黒の洞窟内で足を踏んだり、短剣でアルバの腰を刺したりすることなどが挙げられる。また、髪が非常に硬質で、三本針のような髪が立っていることから、この髪は「バリサン」とも呼ばれるこの髪を切ると、形を残したまま飛んでいったこともある。。
実は千年前に初代魔王を封印した勇者クレアシオン本人。魔王と共に自身にかけていた封印が解けたため、状況を探るために城に潜り込み、王宮戦士と偽ってアルバとの旅に出た。
ルキ
声 - 茅野愛衣
誕生日：8月27日 / HP：15 / MP：120 / 攻撃力：2 / 守備力：10 / 速さ：10 / 運：50 / 魔力：80
ピンク色の髪をした10歳の女の子。その正体は「三代目魔王ルキメデス」。
自身がポップコーンを作る際に、誤って魔物召喚用の鍋を使ってしまったことで『それはもうポップコーンのように』魔物が人間界に飛び出してしまい、その後始末をするために人間界へやってきた。「空間移動ゲート」と呼ばれる魔法を用いて人間界では50m、魔界では魔力がフルに使えるため「ちょちょい」と遠くへ行ける。また、人間界・次元の狭間・魔界のすべてをこの「ゲート」によって移動できる。だが、この移動を行った者が人間界の者である場合は（web版、メインクエスト第一章においては）、人間界ではあばら骨に亀裂が入り（しかし、特殊なスーツを着ることによって、これを回避することができる）魔界では副作用もパワーアップするため、人間はピンポン球サイズの肉片になってしまう。ジャンプSQ.版では若干の仕様変更があり、人間界にて「ゲート」を使用すると、「アバラが数本粉砕」する、となっている。「戦勇。メインクエスト第一章」第一巻では、『しょっぱいお菓子が好き。けど甘いものもよく食う。』との記述がある。
フォイフォイ
声 - 鈴村健一
誕生日：6月30日 / HP：100 / MP：0 / 攻撃力：210 / 守備力：30 / 速さ：40 / 運：15 / 魔力：0
勇者ナンバー14番。顔の真ん中に大きな傷がある金髪の少年。お付きの戦士はルドルフ。
いわゆる「中二病」を患っており、非常に特徴的なしゃべり方をする。例としては、「分かっている」を「理解ってる（りかいってる）」としたり、むやみやたらに倒置法を使用したりすることなどが挙げられる。
自身が右腕に装着している武器の名称は「残忍な刃（グラオザームグリンゲ）」である。しかし、第一章の序盤にて武器の名称を叫んでいる途中でロスに武器を破壊されてしまい、読者からはよく「残念な刃」と揶揄される。ジャンプコミックスでは「中二病」であることは変わらないが、その上「コミュニケーション障害」であり、ルドルフ以外の人とうまくコミュニケーションをとることができない。
「戦勇。メインクエスト第一章」第二巻では、『(前略)お金が欲しくて勇者をやっている。自分の言葉使いは最高にクールだと思っている。』との記述がある。
ルドルフ
声 - 中田譲治
誕生日：6月5日 / HP：70 / MP：0 / 攻撃力：150 / 守備力：40 / 速さ：35 / 運：20 / 魔力：0
本名「ルドルフ・I・アッテナ｣｡他の人物より極端に身長が低い老人。極度の「ロリコン」で、ルキをこよなく愛している。首には「ロリ魂（ロリコン）」の入れ墨が入っており、自身のことを「12才以下の女の子しか愛せない恋のシンデレラ」と称している。32歳のころ、『ローラ(後述)の力が十分である』として、マスター5ロリに「ロリ第12機関」のリーダー、12ロリの称号を受ける。これにより、ルドルフは人間を超越した力を授かり、筋肉でキズを塞ぐという通常ではなし得ない業をもつ。『ローラ』というのは、第一章の16話では、『ローラ(ロリの放つオーラ)』との記述があるが、第二章の16話では、『お前のローラはすでに…』とある。このセリフは、マスター5ロリがルドルフへ向けた言葉であるが、それではルドルフにローラがあるようで、前述の『ロリが放つオーラ』という説明と矛盾している。
なお、担当声優の中田譲治はナレーションも兼任している。
ヒメちゃん
声 - 加藤英美里
誕生日：3月3日 / HP：20 / MP：0 / 攻撃力：15 / 守備力：15 / 速さ：20 / 運：30 / 魔力：0
王様(後述)の娘で、金髪。普段は執事長(トイフェル)に世話されている。ある時突然、かなりの重装備(鎧)を装着してアレスとともに旅に出た。フォイフォイに思いを寄せているが、なかなか気持ちを素直に表せずに暴力的な行為へ走ってしまう。
アレス
声 - 内山夕実
誕生日：10月28日 / HP：60 / MP：0 / 攻撃力：70 / 守備力：40 / 速さ：30 / 運：40 / 魔力：0
お城で働く青髪のメイド長であったが、ヒメちゃんとともに大きなハンマーをもって旅に出た。フルネームは「アレス・シュトラール」。ヒメちゃんが入っている鎧を作っているが、説明書を読まないで改造に失敗したこともある。
ヤヌア・アイン
声 - 櫻井孝宏
誕生日：8月1日 / HP：100 / MP：300 / 攻撃力：70 / 守備力：50 / 速さ：50 / 運：30 / 魔力：560
十二人の魔族の一人目で、登場順では二番目。後述の転送魔法を使うために召喚された。忍者にあこがれており、自身の魔法を忍術と呼んでいる。したがって、自分の術を魔法と呼ばれるといじけてしまう。使える術は転送魔法。また、人を検知してそこへ行く魔法なので、基本的に知り合いがいる場所へしか行くことができない。魔界から次元の狭間へ行ったら魔界へしか戻ることができないし、人間界から次元の狭間へ行くと人間界へしか戻ることはできない。ただし、人間界では魔界と世界の構造が違うために、人間界で使用すると体に大きく負担がかかる。自身では代々忍者の家系と言っているが、実は農家で、魔界では大好物であるトマトを栽培している。
ミーちゃん
声 - 上田燿司
フェブルアール・ツヴァイ
声 - 寺崎裕香 / 櫻井孝宏（球体）
ディツェンバー・ツヴォルフ
声 - 近藤孝行
鮫島（さめじま）
声 - 杉田智和
誕生日：7月23日 / HP：100 / MP：???(状況による) / 攻撃力：???(状況による) / 守備力：???(状況による) / 速さ：???(状況による) / 運：???(状況による) / 魔力：???(状況による)
男気あふれ、友情にあつい、学ランを着た赤い髪の男。ヤヌアとは元クラスメイトであるが、友達がピンチの度に駆けつけていたために、87回も留年を度重ねてヤヌアに先に卒業されてしまった。第二章の初めでようやく2年生になり、その後ヤヌアとの約束により無事に卒業した。
ユーリ
声 - 阪口大助
エルフ・ノベンバー
声 - 岡本寛志
初代ルキメデス
声 - 荻野晴朗
王様
声 - 荻野晴朗
トイフェル・ディアボロス
声 - 神谷浩史
王様の下に勤める、城の執事長。
ニセパンダ
声 - 近藤孝行
柄の無いキリンの様な見た目の生物。

## 書誌情報
- 春原ロビンソン 『戦勇。』 集英社〈ジャンプ・コミックス〉、既刊2巻（2013年7月4日現在）
  1. 2012年12月9日第1刷発行（12月4日発売[57]）、ISBN 978-4-08-870592-7
  2. 2013年7月9日第1刷発行（7月4日発売[58]）、ISBN　978-4-08-870776-1
- 春原ロビンソン 『戦勇。メインクエスト第一章』 講談社〈シリウスコミックス〉、全3巻
  1. 2013年10月9日第1刷発行（10月9日発売[59]）、ISBN 978-4-06-376427-7
  2. 2014年3月7日第1刷発行（3月7日発売[60]）、ISBN 978-4-06-376452-9
  3. 2014年6月9日第1刷発行（6月9日発売[61]）、ISBN 978-4-06-376474-1
- 春原ロビンソン 『戦勇。メインクエスト第二章』 講談社〈シリウスコミックス〉、全6巻
  1. 2014年12月4日第1刷発行（12月4日発売[62]）、ISBN 978-4-06-376495-6
  2. 2015年5月8日第1刷発行（5月8日発売[63]）、ISBN 978-4-06-376547-2
  3. 2015年11月9日第1刷発行（11月9日発売[64]）、ISBN 978-4-06-376585-4
  4. 2016年5月9日第1刷発行（5月9日発売[65]）、ISBN 978-4-06-390627-1
  5. 2016年10月7日第1刷発行（10月7日発売[66]）、ISBN 978-4-06-390659-2
  6. 2017年5月9日第1刷発行（5月9日発売[67]）、ISBN 978-4-06-390684-4

## テレビアニメ
ニコニコ漫画版第1章を元にアニメ化。1話4分30秒（本編3分30秒）のショートアニメ。2013年1月8日より4月まで第1期がテレビ東京とニコニコ動画で放送、2013年7月より第2期が放送された。ニコニコチャンネルで放送されるものは2分延長され、オープニング、予告、エンドカードコーナーが追加されている。

### 主題歌
オープニングテーマは配信版のみ。
第1期
オープニングテーマ「THE MONSTERS」
作詞・作曲 - 影山ヒロノブ / 編曲 - 横関敦、栗山善親 / 歌 - JAM Project
エンディングテーマ「Believe 〜永遠のLink〜」
作詞・作曲 - 影山ヒロノブ / 編曲 - 須藤賢一 / 歌 - JAM Project

第2期
オープニングテーマ「カナリヤ」
作詞 - 谷山紀章 / 作曲・編曲 - 飯塚昌明 / 歌 - GRANRODEO
エンディングテーマ「QUESTERS!」
作詞 - 松井洋平 / 作曲・編曲 - 谷島俊 / 歌 - アルバ（下野紘）

### 各話リスト
| 話数   | サブタイトル             | 脚本       | 絵コンテ | 演出       | 作画監督        |                 |
| 第1期  | 第1期                    | 第1期      | 第1期    | 第1期      | 第1期           |                 |
| ------ | ------------------------ | ---------- | -------- | ---------- | --------------- | --------------- |
| 第1話  | 勇者、旅立つ。           | 横手美智子 | 山本寛   | 有冨興二   | 田澤潮          |                 |
| 第2話  | 勇者、出会う。           | 横手美智子 | 山本寛   | 有冨興二   | 田澤潮          |                 |
| 第3話  | 勇者、悔やむ。           | 横手美智子 | 山本寛   | 有冨興二   | 田澤潮          |                 |
| 第4話  | 勇者、焦る。             | 横手美智子 | 柳屋圭宏 | 柳屋圭宏   | 石川てつや      |                 |
| 第5話  | 勇者、奮い立つ。         | 山本寛     | 柳屋圭宏 | 柳屋圭宏   | 石川てつや      |                 |
| 第6話  | 勇者、駆ける。           | 山本寛     | 柳屋圭宏 | 柳屋圭宏   | 石川てつや      |                 |
| 第7話  | 勇者、震撼す。           | 横手美智子 | 江崎慎平 | 末田宜史   | 栗原基彦        |                 |
| 第8話  | 勇者、疲弊する。         | 横手美智子 | 江崎慎平 | 末田宜史   | 栗原基彦        |                 |
| 第9話  | 勇者、困惑する。         | 山本寛     | 許平康   | 末田宜史   | 栗原基彦        |                 |
| 第10話 | 勇者、驚愕する。         | 山本寛     | 安食佳   | 吉岡忍     | 中野良一        |                 |
| 第11話 | 勇者、滅入る。           | 横手美智子 | 安食佳   | 吉岡忍     | 中野良一        |                 |
| 第12話 | 勇者、混乱する。         | 横手美智子 | 吉岡忍   | 吉岡忍     | 中野良一        |                 |
| 第13話 | 勇者、残される。         | 横手美智子 | 吉岡忍   | 吉岡忍     | 中野良一        |                 |
| OVA1   | 第1.1話 勇者、殴られる。 | 横手美智子 | 江崎慎平 | 江崎慎平   | 田澤潮          |                 |
| OVA2   | ニセパンダの生態         | 横手美智子 | 江崎慎平 | 江崎慎平   | 田澤潮          |                 |
| OVA3   | 執事長のたび その1       | 横手美智子 | 江崎慎平 | 江崎慎平   | 田澤潮 寺井佳史 |                 |
| 第2期  |                          |            |          |            |                 |                 |
| 第14話 | 勇者、思い悩む。         | 横手美智子 | 板垣伸   | 有冨興二   | 冨谷美香        |                 |
| 第15話 | 勇者、唖然とする。       | 横手美智子 | 板垣伸   | 有冨興二   | 冨谷美香        |                 |
| 第16話 | 勇者、嵌められる。       | 横手美智子 | 板垣伸   | 有冨興二   | 冨谷美香        |                 |
| 第17話 | 勇者、圧倒される。       | 横手美智子 | 柳屋圭宏 | 柳屋圭宏   | 寺井佳史        |                 |
| 第18話 | 勇者、戦慄する。         | 横手美智子 | 柳屋圭宏 | 柳屋圭宏   | 石川準          |                 |
| 第19話 | 勇者、絶句する。         | 横手美智子 | 柳屋圭宏 | 柳屋圭宏   | 清水勝祐        |                 |
| 第20話 | 勇者、沈黙する。         | 横手美智子 | 森田浩光 | 関谷真実子 | 川口千里        |                 |
| 第21話 | 勇者、変貌する。         | 横手美智子 | 森田浩光 | 関谷真実子 | 矢吹智美        |                 |
| 第22話 | 勇者、再会する。         | 横手美智子 | 森田浩光 | 関谷真実子 | 矢吹智美        |                 |
| 第23話 | 勇者、尽きる。           | 横手美智子 | 吉岡忍   | 吉岡忍     | 中野良一        |                 |
| 第24話 | 勇者、解き放つ。         | 横手美智子 | 吉岡忍   | 吉岡忍     | 中野良一        |                 |
| 第25話 | 勇者、決意する。         | 横手美智子 | 山本寛   | 有冨興二   | 田澤潮          |                 |
| 第26話 | 勇者、帰還する。         | 横手美智子 | 山本寛   | 有冨興二   | 田澤潮          |                 |
| OVA1   | 執事長のたび その2       | 横手美智子 | 江崎慎平 | 江崎慎平   | 田澤潮 寺井佳史 | 田澤潮 寺井佳史 |
| OVA2   | 学園戦勇。〜青春物語〜   | 横手美智子 | 江崎慎平 | 江崎慎平   | 田澤潮 寺井佳史 | 田澤潮 寺井佳史 |

### 放送局
| 放送地域   | 放送局             | 放送期間                  | 放送日時                              | 放送系列              | 備考                                                              |
| 第1期      | 第1期              | 第1期                     | 第1期                                 | 第1期                 | 第1期                                                             |
| ---------- | ------------------ | ------------------------- | ------------------------------------- | --------------------- | ----------------------------------------------------------------- |
| 関東広域圏 | テレビ東京         | 2013年1月8日 - 4月2日     | 火曜 25:35 - 25:40                    | テレビ東京系列        |                                                                   |
| 日本全域   | ニコニコチャンネル | 2013年1月8日 - 4月2日     | 火曜 25:40 更新                       | ネット配信            | テレビ東京の放送時間が変更された場合は テレビ東京放送終了後に配信 |
| 日本全域   | AT-X               | 2013年1月17日 - 4月11日   | 木曜 23:25 - 23:30                    | アニメ専門CS放送      | リピート放送あり                                                  |
| 日本全域   | BSジャパン         | 2013年4月1日 2013年4月2日 | 月曜 17:00 - 17:30 火曜 17:00 - 17:30 | テレビ東京系列 BS放送 | 第1話 - 第6話 第7話 - 第12話                                      |
| 第2期      |                    |                           |                                       |                       |                                                                   |
| 関東広域圏 | テレビ東京         | 2013年7月2日 - 9月24日    | 火曜 25:35 - 25:40                    | テレビ東京系列        |                                                                   |
| 日本全域   | ニコニコチャンネル | 2013年7月2日 - 9月24日    | 火曜 25:40 更新                       | ネット配信            |                                                                   |
| 日本全域   | AT-X               | 2013年7月9日 - 10月1日    | 火曜 21:25 - 21:30                    | アニメ専門CS放送      | リピート放送あり                                                  |

### BD / DVD
BDとDVDでバンダイビジュアルより発売された。映像特典として第1巻には「勇者、殴られる。」・「ニセパンダの生態」の2話分のOVAが収録されるほか、特報やCM、PVなどが収録された。第2巻には「執事長のたび その1」の1話分のOVAが収録されるほか、カラオケの鉄人で配信される『戦勇。』のアニメ映像素材も収録されている。第3巻には「執事長のたび その2」のOVAが収録されるほか、第14話テレビオンエア版や第1期総集編が収録され、第4巻には『学園戦勇。〜青春物語〜』、第2期ノンクレジットOPEDのほか、予告やCMが収録された。
第1巻から第4巻までの共通特典として、中村悠一、下野紘、茅野愛衣、監督の4者によるオーディオコメンタリーが収録されている（放送された話数のみでOVAはコメンタリー無し）。BD Liveにも対応している。各巻の封入特典としてはドラマCDのほか、話数解説やインタビューが掲載されたブックレットが各巻に付属している。初回特典として、ニコニコチャンネルにて『戦勇。』の永久視聴権シリアルコードチケットが各巻に収録されている話数分（OVA）収録されるほか、第1巻のみイベント優先販売申し込み券、第4巻には原作者漫画小冊子のアルバ・ロス編『港町の英雄』縮刷版が封入された。
| 巻 | 発売日         | 収録話                 | 規格品番  | 規格品番  |
| 巻 | 発売日         | 収録話                 | BD        | DVD       |
| -- | -------------- | ---------------------- | --------- | --------- |
| 1  | 2013年4月24日  | 第1話 - 第6話,OVA2話   | BCXA-0735 | BCBA-4516 |
| 2  | 2013年5月28日  | 第7話 - 第13話,OVA1話  | BCXA-0736 | BCBA-4517 |
| 3  | 2013年10月25日 | 第14話 - 第19話,OVA1話 | BCXA-0737 | BCBA-4518 |
| 4  | 2013年11月22日 | 第20話 - 第26話        | BCXA-0738 | BCBA-4519 |

## Webラジオ
『戦勇。ラジオ勇者通信』は、2013年1月11日から2013年8月10日までニコニコ生放送で隔週金曜日に配信されていたラジオ番組。全16回。（特別番組は含めず）また、HiBiKi Radio Stationと音泉でも隔週土曜日に配信されている。パーソナリティはアルバ役の下野紘。
ゲスト
- 第2回 - 茅野愛衣（ルキ役）
- 第6回 - 中田譲治（ナレーション/ルドルフ役）
- 第8回 - 中村悠一（ロス役）
- 第10回 - 山本寛（監督）
- 第11回 - 近藤孝行（ディツェンバー・ツヴォルフ/ニセパンダ役）
- 第13回 - 上田燿司（ミーちゃん役）
- 第16回 - 櫻井孝宏（ヤヌア・アイン/ツヴァイ（球体）役）